# Ken Ilsø
Ken Ilsø (Copenaghen, 2 dicembre 1986) è un ex calciatore danese di ruolo attaccante.

## Biografia
Nasce a Copenaghen, il 2 dicembre 1986 da Finn Ilsø ed Else Ilsø Larsen, suo fratello è l'attore Marco Ilsø.
È laureato in legge presso la University of Southern Denmark.

## Carriera
Il 18 ottobre 2019, mentre milita nella squadra australiana dell'Adelaide United,viene squalificato per due anni dopo esser stato trovato positivo alla cocaina. Dopo l'annuncio della squalifica, il calciatore ha immediatamente dato l'addio al calcio.

## Palmarès

### Competizioni nazionali
- FFA Cup: 1

Adelaide United: 2018